# Horní Měcholupy
Horní Měcholupy – część Pragi. W 2006 zamieszkiwało ją 12 500 mieszkańców.